# João Bina Machado
João Bina Machado (Porto Alegre, 30 de março de 1908 - Rio de Janeiro, 10 de julho de 2000) foi um General de Exército brasileiro, que lutou na Segunda Guerra Mundial e participou da tomada de Monte Castelo, em fevereiro de 1945.

## Carreira militar

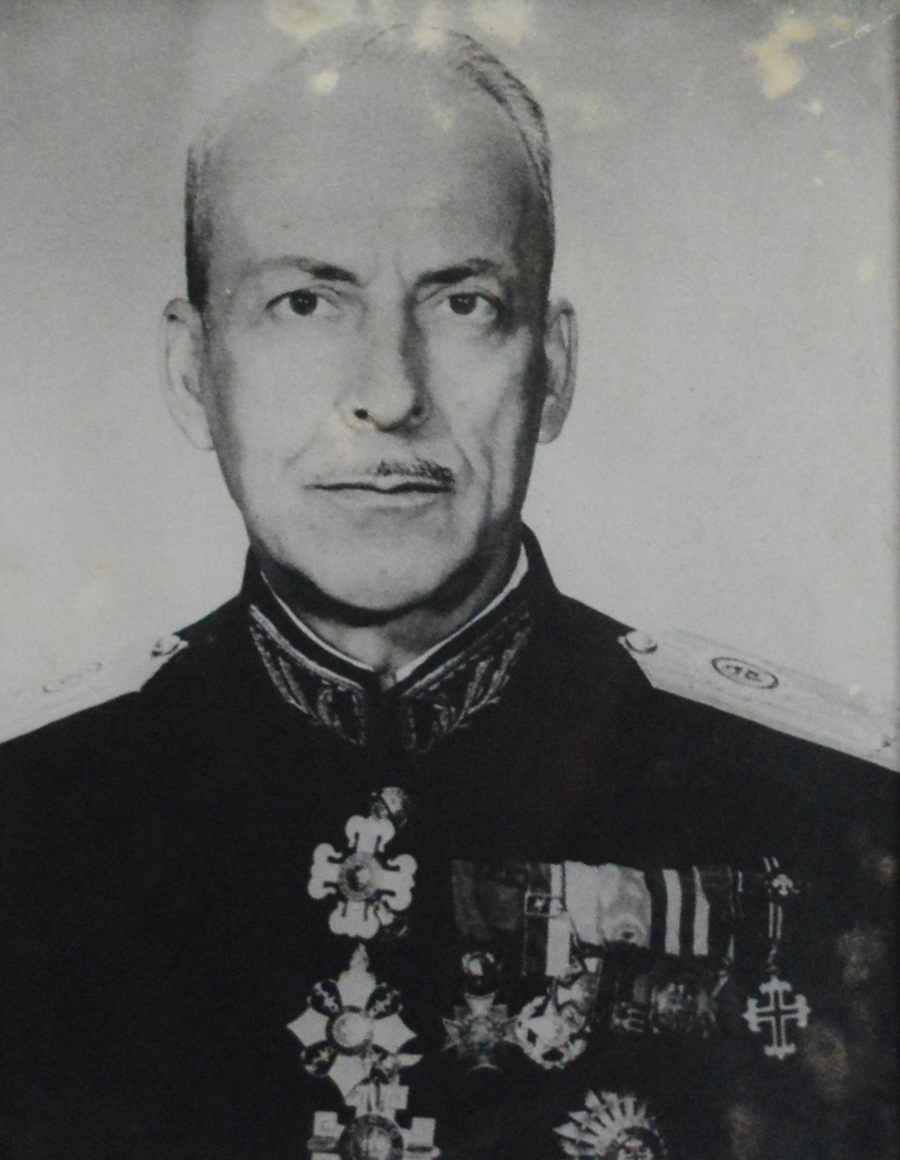
Retrato na galeria dos ex-comandantes da ECEME

Cursou a Escola Militar do Realengo onde ingressou em 1926. Foi preso por se opor ao movimento revolucionário de outubro de 1930, que levou Getúlio Vargas ao poder.  Durante a Revolução Constitucionalista de 1932, esteve ao lado do governo, participando das operações de guerra na chamada frente sul. Como oficial da arma de infantaria, foi para Itália durante a Segunda Guerra Mundial, onde participou da campanha da Força Expedicionária Brasileira (FEB). Participou da Batalha de Monte Castello, tendo sido promovido ao posto de major no final de 1944.
Também foi comandante da Infantaria Divisionária da 6ª Divisão de Infantaria, em Porto Alegre, e Comandante da Escola de Comando e Estado-Maior do Exército, entre 14 de julho de 1964 e 29 de agosto de 1966.
Comandou a 2ª Região Militar, em São Paulo, de 19 de outubro de 1966 a 9 de janeiro de 1968.
Foi diretor do Serviço Militar e comandou o IV Exército, em Recife, de 5 de janeiro a 10 de setembro de 1971.
Comandou o I Exército, de 24 de setembro de 1971 a 17 de fevereiro de 1972.
Comandou, ainda, a Escola Superior de Guerra (ESG), entre 23 de fevereiro de 1972 e 24 de abril de 1974..
Em 1974, foi transferido para a reserva no posto de General de Exército.

## Outras atividades
Foi presidente do Conselho de Coordenação do Projeto Rondon em 1975.
Foi professor de estudo de problemas brasileiros da Universidade Federal do Rio de Janeiro, da Universidade do Estado do Rio de Janeiro e da Pontifícia Universidade Católica do Rio de Janeiro (PUC), foi também presidente da Associação Brasileira para Superdotados.